# 魏立人
魏立人（英語：Lee-Jen Wei），美國哈佛大學教授，國際知名生物統計學家。

## 生平
魏立人於1970年畢業於天主教輔仁大學數學系，1975年從威斯康星大學麥迪遜分校獲得博士學位。自1991年以來，擔任哈佛大學生物統計的終身教授，並在2003年至2007年期間擔任哈佛公共衛生學院Bioinformatics Core的主任。2003年到2004年間，也擔任哈佛大學生物統計學系的代理系主任。在他的監督下，該系成功地將哈佛研究生院的生物統計學博士學位課程（專業學位）轉為傳統的（文理）博士學位課程。這一點這是一項重要的成就，因為該系已經嘗試了20多年，但沒有成功。

## 榮譽
- 1986年 - 美國統計協會會士[2]
- 1999年 - 輔仁大學傑出校友[3]
- 2007年 - 美國統計協會波士頓分會“年度統計學家”[1]
- 2009年 - 威尔克斯纪念奖（美國統計學界最高獎項）[4]

## 外部連結
- Lee-Jen Wei - Professor of Biostatistics - Department of Biostatistics - Harvard School of Public Health （页面存档备份，存于）